# Idastrandia orientalis
Idastrandia orientalis  (лат.) — вид пауков-скакунов из подсемейства Amycinae, выделяемый в монотипный род Idastrandia. Обитает в Малайзии. Длина тела самцов — 5 мм. Вид был описан в 1915 году венгерским арахнологом Калманом Сомбати (венг. Kálmán Szombathy). В связи с необычным строением зубцов на хелицерах, таксономическое положение вида неясно.